# Consorcio Tri-College
El Tri-College Consortium (también conocido como Tri-Co ) es una colaboración entre tres universidades privadas de artes liberales en los suburbios de Filadelfia : Bryn Mawr College, Haverford College y Swarthmore College . El consorcio permite a los estudiantes cruzar el registro de cursos en las otras universidades. Bryn Mawr y Haverford disfrutan de una relación especialmente estrecha (a la que los estudiantes a menudo se refieren coloquialmente como "el Bi-Co"). Las dos escuelas comparten un periódico estudiantil y una estación de radio, y tienen una vida estudiantil bastante integrada. Un autobús transporta a los estudiantes de un campus a otro.

El Quaker Consortium es otro consorcio que une al Tri-College con la Universidad de Pensilvania en Filadelfia.

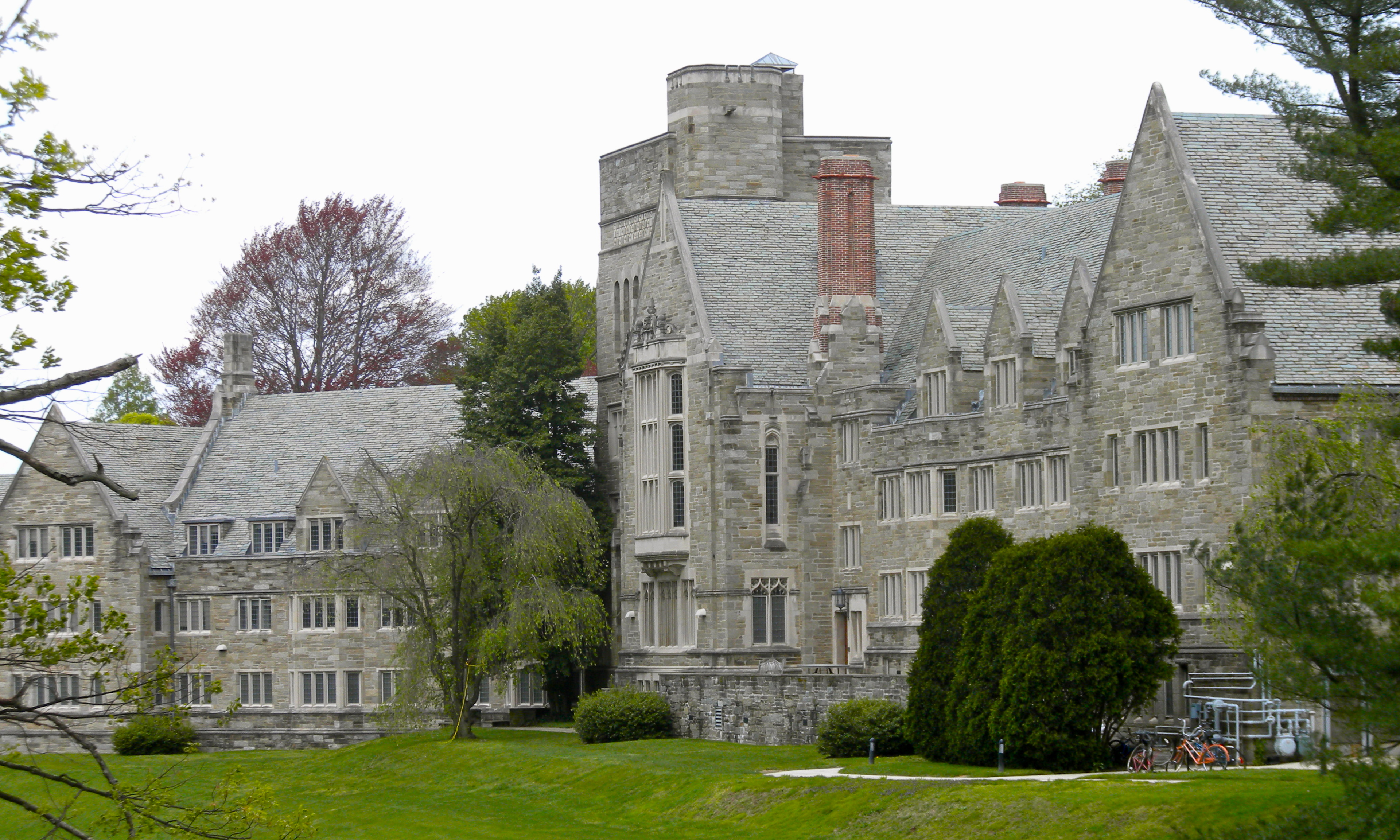
Salón Rhoads, Universidad Bryn Mawr
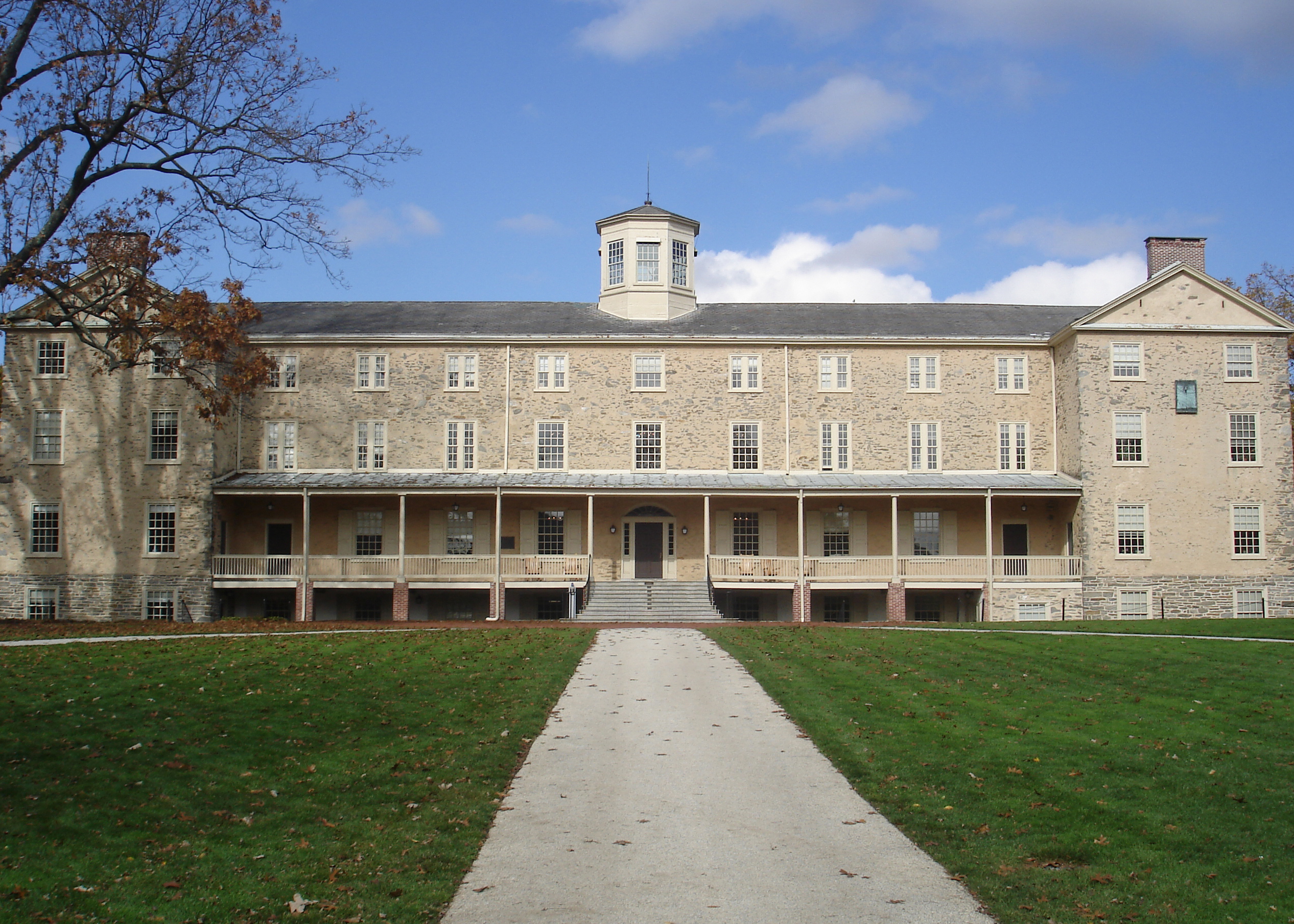
Salón de los Fundadores, Haverford College
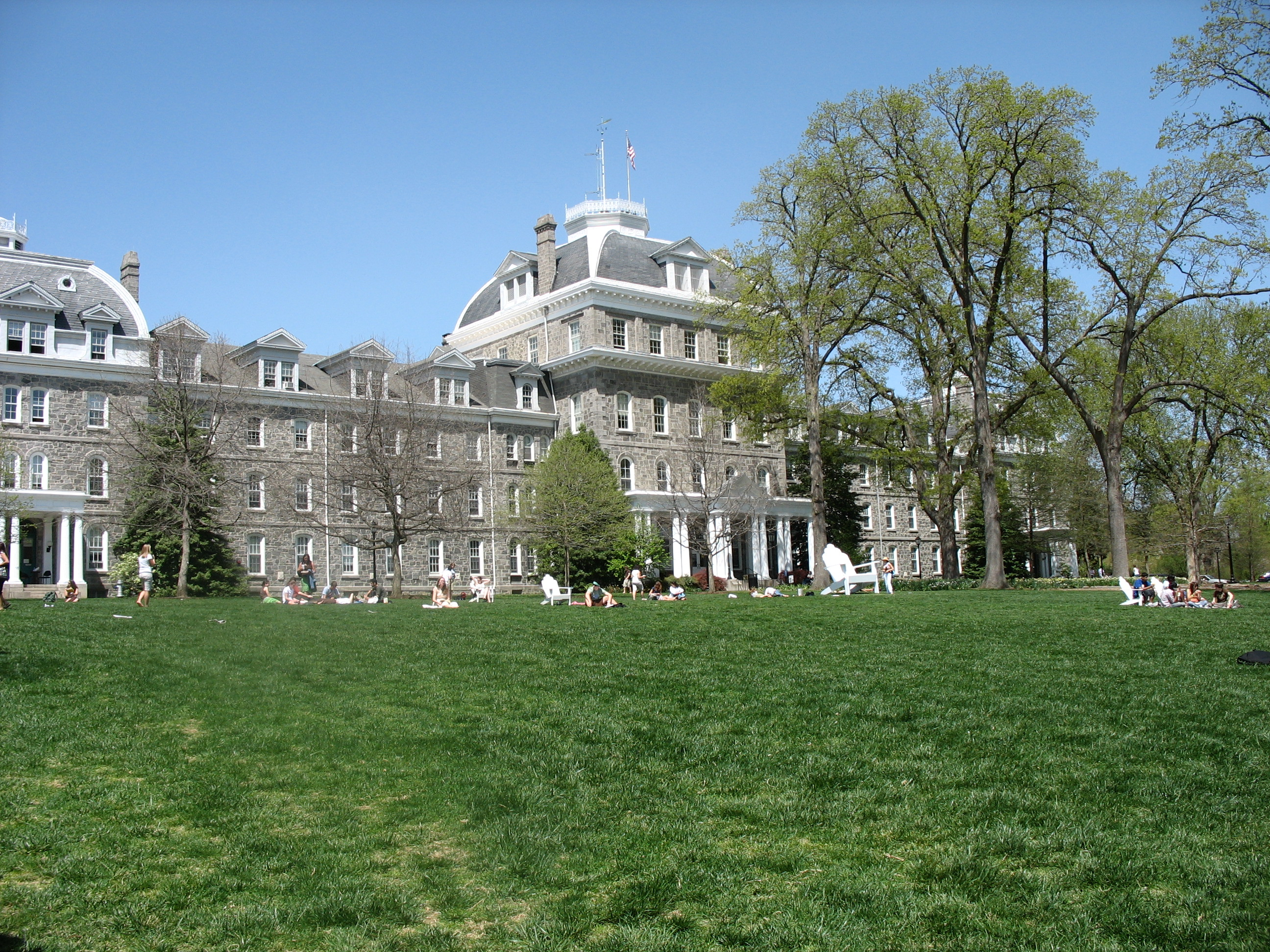
Salón parroquial, Swarthmore College